# 1740년
1740년은 금요일로 시작하는 윤년이다.

## 연호
- 청(淸) 건륭(乾隆) 5년
- 일본(日本) 겐분(元文) 5년
- 후 레 왕조(後黎朝) 빈흐우(永祐) 6년 / 까인흥(景興) 원년

## 기년
- 류큐(琉球) 쇼케이왕(尚敬王) 28년
- 청(淸) 고종 건륭제(高宗 乾隆帝) 5년
- 조선(朝鮮) 영조(英祖) 16년
- 후 레 왕조(後黎朝) 의종(懿宗) 6년 / 현종(顯宗) 원년

## 사건
- 8월 17일 - 교황 베네딕토 14세, 247대 로마 교황 취임.
- 10월 20일 - 마리아 테레지아 합스부르크 왕조를 계승하다.
- 12월 26일 - 프리드리히 2세가 슐레지엔을 침공하다. 오스트리아 왕위 계승 전쟁 발발.

## 탄생
- 2월 4일 - 프랑스의 장군 퀴스틴 백작 아당 필리프
- 7월 16일 - 스페인의 왕비 마리아 아나 폰 팔츠노이부르크
- 8월 13일 - 러시아 제국 로마노프 왕조의 5번째 군주 이반 6세
- 8월 14일 - 251대 로마 교황 교황 비오 7세

## 사망
- 2월 6일 - 246대 로마 교황 교황 클레멘스 12세
- 10월 17일 - 러시아 제국 로마노프 왕조의 4번째 군주 러시아의 안나
- 10월 20일 - 신성로마제국의 황제 카를 6세